# Аутсайдер (телесеріал)
Аутсайдер (англ. The Outsider) — американський драматичний мінісеріал 2020 року, адаптація однойменного роману Стівена Кінґа. Прем'єра мінісеріалу відбулась 12 січня 2020 року на каналі «HBO».

## Синопсис
У невеликому містечку в Оклахомі життя тихе та спокійне, але все змінюється після того, як знаходять тіло вбитого хлопчика. Слідчі швидко виявляють безліч відбитків пальців та слідів ДНК. Незабаром після цього експерти з'ясовують, що всі вони належать Террі Мейтленду, тренеру місцевої бейсбольної команди. Ральф Андерсон, інспектор, відповідальний за розслідування цієї справи, знаходить та заарештовує обвинуваченого. На перший погляд видається, що слідство можна вже закривати, однак в день злочину Террі брав участь в конференції і знаходився за сотню кілометрів від місця скоєння вбивства...

## У ролях
Головні
- Бен Мендельсон — Ральф Андерсон, детектив  поліції
- Джейсон Бейтман — Террі Мейтленд
- Синтія Еріво — Голлі Ґібні
- Білл Кемп — Гаві Ґолд
- Джеремі Боббі — Алек Пеллі
- Джуліанн Ніколсон — Ґлорі Мейтленд
- Мер Віннінґ — Джіні Андерсон
- Педді Консідайн — Клод Болтон
- Юл Васкес — Юніс Шабло
- Марк Менчака — Джек Госкінс

Повторювані
- Саммер Фонтана — Майя Мейтленд
- Скарлетт Блум — Джесса Мейтленд
- Френк Діл — Фред Пітерсон
- Дайна Беленсон — Мілдред Паттерсон
- Еттьєн Парк — Томика Коллінз
- Майкл Еспер — Кеннет Гейс
- Клер Бронсон — Джой Пітерсон
- Майкл Г. Коул — Герберт Паркер
- Марк Фаджардо — Майрон Лазар
- Марго Мурер — Ліббі Стенговп
- Данкан І. Кларк — Френкі Пітерсон
- Джошуа Вічард — Оллі Пітерсон
- Макс Бізлі — Сейл Болтон
- Франко Кастан — Ідальґо, детектив
- Карлос Наварро — Гейлі, детектив
- Стів Віттінґ — Герберт Цукер
- Сер Броді — Дон Гарріє
- Вес Вотсон  — Дерек Андерсон

## Епізоди
| № серії | Назва серії                                                  | Режисер(и)      | Teleplay by         | Оригінальна дата показу | Глядачів U.S. (млн) |
| ------- | ------------------------------------------------------------ | --------------- | ------------------- | ----------------------- | ------------------- |
| 1       | «Риба в бочці» «Fish in a Barrel»                            | Джейсон Бейтман | Річард Прайс        | 12 січня 2020           | 0.724               |
| 2       | «Роанок» «Roanoke»                                           | Джейсон Бейтман | Річард Прайс        | 12 січня 2020           | 0.603               |
| 3       | «Темний дядько» «Dark Uncle»                                 | Ендрю Бернштейн | Річард Прайс        | 19 січня 2020           | Буде визначено      |
| 4       | «Прийде Кукуй» «Que Viene el Coco»                           | Ендрю Бернштейн | Річард Прайс        | 26 січня 2020           | Буде визначено      |
| 5       | «П'ючий сльози» «Tear-Drinker»                               | Ігор Мартінович | Річард Прайс        | 2 лютого 2020           | Буде визначено      |
| 6       | «Про ідишського вампіра» «The One About the Yiddish Vampire» | Карін Кусама    | Джессі Ніксон-Лопес | 9 лютого 2020           | Буде визначено      |
| 7       | «У соснах, в соснах» «In the Pines, In the Pines»            | Буде визначено  | Денніс Лігейн       | 16 лютого 2020          | Буде визначено      |
| 8       | «Лисицеголовий» «Foxhead»                                    | Буде визначено  | Буде визначено      | 23 лютого 2020          | Буде визначено      |
| 9       | «Тигри та ведмеді» «Tigers and Bears»                        | Буде визначено  | Денніс Лігейн       | 1 березня 2020          | Буде визначено      |
| 10      | «Повинен / Не можу» «Must/Can't»                             | Буде визначено  | Річард Прайс        | 8 березня 2020          | Буде визначено      |

## Виробництво
Про початок праці над мінісеріалом було оголошено в червні 2018 року, коли Річард Прайс розпочав адаптавати роман Стівена Кінга. У грудні 2018 року телеканал «HBO» розпочав виробництво мінісеріалу, тоді ж Бен Мендельсон був затверджений на головну роль. Джейсон Бейтман став продюсером й одночасно виконавцем однієї з ролей у мінісеріалі.
У січні 2019 року було затверджено акторський склад, до якого увійшли Синтія Еріво, Білл Кемп, Мер Віннінґ, Педді Консідайн, Джуліанна Ніколсон, Юл Васкес, Джеремі Боббі та Марк Менчака.